# Danh sách tiểu hành tinh: 14501–14600
| Tên                   | Tên đầu tiên | Ngày phát hiện       | Nơi phát hiện                      | Người phát hiện                                  |
| --------------------- | ------------ | -------------------- | ---------------------------------- | ------------------------------------------------ |
| 14501 Tetsuokojima    | 1995 WA8     | 29 tháng 11 năm 1995 | Oizumi                             | T. Kobayashi                                     |
| 14502 Morden          | 1995 WB22    | 17 tháng 11 năm 1995 | Kitt Peak                          | Spacewatch                                       |
| 14503 -               | 1995 WW42    | 25 tháng 11 năm 1995 | Kushiro                            | S. Ueda, H. Kaneda                               |
| 14504 Tsujimura       | 1995 YL3     | 27 tháng 12 năm 1995 | Oizumi                             | T. Kobayashi                                     |
| 14505 Barentine       | 1996 AW4     | 12 tháng 1 năm 1996  | Kitt Peak                          | Spacewatch                                       |
| 14506 -               | 1996 BL2     | 26 tháng 1 năm 1996  | Oizumi                             | T. Kobayashi                                     |
| 14507 -               | 1996 CQ1     | 14 tháng 2 năm 1996  | Đài thiên văn Zvjezdarnica Višnjan | Đài thiên văn Zvjezdarnica Višnjan               |
| 14508 -               | 1996 DH2     | 23 tháng 2 năm 1996  | Oizumi                             | T. Kobayashi                                     |
| 14509 Lučenec         | 1996 ER2     | 9 tháng 3 năm 1996   | Modra                              | A. Galád, A. Pravda                              |
| 14510 -               | 1996 ES2     | 15 tháng 3 năm 1996  | Haleakala                          | NEAT                                             |
| 14511 Nickel          | 1996 EU3     | 11 tháng 3 năm 1996  | Kitt Peak                          | Spacewatch                                       |
| 14512 -               | 1996 GL1     | 6 tháng 4 năm 1996   | Xinglong                           | Chương trình tiểu hành tinh Bắc Kinh Schmidt CCD |
| 14513 Alicelindner    | 1996 GK17    | 15 tháng 4 năm 1996  | La Silla                           | E. W. Elst                                       |
| 14514 -               | 1996 GA18    | 15 tháng 4 năm 1996  | La Silla                           | E. W. Elst                                       |
| 14515 Koichisato      | 1996 HL1     | 21 tháng 4 năm 1996  | Nanyo                              | T. Okuni                                         |
| 14516 -               | 1996 HM11    | 17 tháng 4 năm 1996  | La Silla                           | E. W. Elst                                       |
| 14517 Monitoma        | 1996 LJ1     | 13 tháng 6 năm 1996  | Ondřejov                           | P. Pravec                                        |
| 14518 -               | 1996 RZ30    | 13 tháng 9 năm 1996  | La Silla                           | Uppsala-DLR Trojan Survey                        |
| 14519 Ural            | 1996 TT38    | 8 tháng 10 năm 1996  | La Silla                           | E. W. Elst                                       |
| 14520 -               | 1997 GC11    | 3 tháng 4 năm 1997   | Socorro                            | LINEAR                                           |
| 14521 -               | 1997 GL15    | 3 tháng 4 năm 1997   | Socorro                            | LINEAR                                           |
| 14522 -               | 1997 GS21    | 6 tháng 4 năm 1997   | Socorro                            | LINEAR                                           |
| 14523 -               | 1997 GV21    | 6 tháng 4 năm 1997   | Socorro                            | LINEAR                                           |
| 14524 -               | 1997 GK23    | 6 tháng 4 năm 1997   | Socorro                            | LINEAR                                           |
| 14525 -               | 1997 GV35    | 6 tháng 4 năm 1997   | Socorro                            | LINEAR                                           |
| 14526 Xenocrates      | 1997 JT3     | 6 tháng 5 năm 1997   | Prescott                           | P. G. Comba                                      |
| 14527 -               | 1997 JD12    | 3 tháng 5 năm 1997   | La Silla                           | E. W. Elst                                       |
| 14528 -               | 1997 JN15    | 3 tháng 5 năm 1997   | La Silla                           | E. W. Elst                                       |
| 14529 -               | 1997 NR2     | 6 tháng 7 năm 1997   | Rand                               | G. R. Viscome                                    |
| 14530 -               | 1997 PR      | 1 tháng 8 năm 1997   | Woomera                            | F. B. Zoltowski                                  |
| 14531 -               | 1997 PM2     | 7 tháng 8 năm 1997   | Rand                               | G. R. Viscome                                    |
| 14532 -               | 1997 QM      | 25 tháng 8 năm 1997  | Kleť                               | Z. Moravec                                       |
| 14533 Roy             | 1997 QY      | 24 tháng 8 năm 1997  | Bédoin                             | P. Antonini                                      |
| 14534 -               | 1997 QE2     | 27 tháng 8 năm 1997  | Nachi-Katsuura                     | Y. Shimizu, T. Urata                             |
| 14535 Kazuyukihanda   | 1997 RF      | 1 tháng 9 năm 1997   | Yatsuka                            | H. Abe                                           |
| 14536 -               | 1997 RY2     | 3 tháng 9 năm 1997   | Woomera                            | F. B. Zoltowski                                  |
| 14537 Týn nad Vltavou | 1997 RL7     | 10 tháng 9 năm 1997  | Kleť                               | M. Tichý, Z. Moravec                             |
| 14538 -               | 1997 RR8     | 12 tháng 9 năm 1997  | Xinglong                           | Chương trình tiểu hành tinh Bắc Kinh Schmidt CCD |
| 14539 Clocke Roeland  | 1997 RU9     | 10 tháng 9 năm 1997  | Uccle                              | T. Pauwels                                       |
| 14540 -               | 1997 RJ10    | 13 tháng 9 năm 1997  | Xinglong                           | Chương trình tiểu hành tinh Bắc Kinh Schmidt CCD |
| 14541 -               | 1997 SF      | 20 tháng 9 năm 1997  | Kleť                               | Kleť                                             |
| 14542 Karitskaya      | 1997 SW9     | 29 tháng 9 năm 1997  | Goodricke-Pigott                   | R. A. Tucker                                     |
| 14543 Sajigawasuiseki | 1997 SF11    | 28 tháng 9 năm 1997  | Saji                               | Saji                                             |
| 14544 -               | 1997 SG21    | 29 tháng 9 năm 1997  | Kitt Peak                          | Spacewatch                                       |
| 14545 -               | 1997 SK25    | 29 tháng 9 năm 1997  | Nachi-Katsuura                     | Y. Shimizu, T. Urata                             |
| 14546 -               | 1997 TM18    | 3 tháng 10 năm 1997  | Xinglong                           | Chương trình tiểu hành tinh Bắc Kinh Schmidt CCD |
| 14547 -               | 1997 TF19    | 8 tháng 10 năm 1997  | Gekko                              | T. Kagawa, T. Urata                              |
| 14548 -               | 1997 TJ24    | 5 tháng 10 năm 1997  | Xinglong                           | Chương trình tiểu hành tinh Bắc Kinh Schmidt CCD |
| 14549 -               | 1997 TM27    | 8 tháng 10 năm 1997  | Kiyosato                           | S. Otomo                                         |
| 14550 Lehký           | 1997 UU7     | 27 tháng 10 năm 1997 | Ondřejov                           | L. Šarounová                                     |
| 14551 Itagaki         | 1997 UN8     | 22 tháng 10 năm 1997 | Nanyo                              | T. Okuni                                         |
| 14552 -               | 1997 UX20    | 24 tháng 10 năm 1997 | Xinglong                           | Chương trình tiểu hành tinh Bắc Kinh Schmidt CCD |
| 14553 -               | 1997 UD25    | 27 tháng 10 năm 1997 | Kiyosato                           | S. Otomo                                         |
| 14554 -               | 1997 UE25    | 27 tháng 10 năm 1997 | Kiyosato                           | S. Otomo                                         |
| 14555 -               | 1997 VQ      | 1 tháng 11 năm 1997  | Kitami                             | K. Endate, K. Watanabe                           |
| 14556 -               | 1997 VN1     | 1 tháng 11 năm 1997  | Kushiro                            | S. Ueda, H. Kaneda                               |
| 14557 -               | 1997 VG8     | 15 tháng 11 năm 1997 | Woomera                            | F. B. Zoltowski                                  |
| 14558 Wangganchang    | 1997 WG1     | 19 tháng 11 năm 1997 | Xinglong                           | Chương trình tiểu hành tinh Bắc Kinh Schmidt CCD |
| 14559 -               | 1997 WP28    | 29 tháng 11 năm 1997 | Ondřejov                           | P. Pravec                                        |
| 14560 -               | 1997 WB33    | 29 tháng 11 năm 1997 | Socorro                            | LINEAR                                           |
| 14561 -               | 1997 WC34    | 29 tháng 11 năm 1997 | Socorro                            | LINEAR                                           |
| 14562 -               | 1997 YQ19    | 27 tháng 12 năm 1997 | Xinglong                           | Chương trình tiểu hành tinh Bắc Kinh Schmidt CCD |
| 14563 -               | 1998 AV5     | 8 tháng 1 năm 1998   | Caussols                           | ODAS                                             |
| 14564 Heasley         | 1998 BX13    | 26 tháng 1 năm 1998  | Kitt Peak                          | Spacewatch                                       |
| 14565 -               | 1998 EQ10    | 1 tháng 3 năm 1998   | La Silla                           | E. W. Elst                                       |
| 14566 Hokuleʻa        | 1998 MY7     | 19 tháng 6 năm 1998  | Anderson Mesa                      | LONEOS                                           |
| 14567 Nicovincenti    | 1998 MQ8     | 19 tháng 6 năm 1998  | Socorro                            | LINEAR                                           |
| 14568 Zanotta         | 1998 OK      | 19 tháng 7 năm 1998  | San Marcello                       | A. Boattini, M. Tombelli                         |
| 14569 -               | 1998 QB32    | 17 tháng 8 năm 1998  | Socorro                            | LINEAR                                           |
| 14570 Burkam          | 1998 QS37    | 17 tháng 8 năm 1998  | Socorro                            | LINEAR                                           |
| 14571 Caralexander    | 1998 QC45    | 17 tháng 8 năm 1998  | Socorro                            | LINEAR                                           |
| 14572 Armando         | 1998 QX54    | 27 tháng 8 năm 1998  | Anderson Mesa                      | LONEOS                                           |
| 14573 Montebugnoli    | 1998 QD55    | 27 tháng 8 năm 1998  | Anderson Mesa                      | LONEOS                                           |
| 14574 Payette         | 1998 QR58    | 30 tháng 8 năm 1998  | Kitt Peak                          | Spacewatch                                       |
| 14575 Jamesblanc      | 1998 QC92    | 28 tháng 8 năm 1998  | Socorro                            | LINEAR                                           |
| 14576 Jefholley       | 1998 QO92    | 28 tháng 8 năm 1998  | Socorro                            | LINEAR                                           |
| 14577 -               | 1998 QN93    | 28 tháng 8 năm 1998  | Socorro                            | LINEAR                                           |
| 14578 -               | 1998 QO93    | 28 tháng 8 năm 1998  | Socorro                            | LINEAR                                           |
| 14579 -               | 1998 QZ99    | 26 tháng 8 năm 1998  | La Silla                           | E. W. Elst                                       |
| 14580 -               | 1998 QW101   | 26 tháng 8 năm 1998  | La Silla                           | E. W. Elst                                       |
| 14581 -               | 1998 RT4     | 14 tháng 9 năm 1998  | Socorro                            | LINEAR                                           |
| 14582 Conlin          | 1998 RK49    | 14 tháng 9 năm 1998  | Socorro                            | LINEAR                                           |
| 14583 Lester          | 1998 RN61    | 14 tháng 9 năm 1998  | Socorro                            | LINEAR                                           |
| 14584 Lawson          | 1998 RH63    | 14 tháng 9 năm 1998  | Socorro                            | LINEAR                                           |
| 14585 -               | 1998 RX64    | 14 tháng 9 năm 1998  | Socorro                            | LINEAR                                           |
| 14586 -               | 1998 RN70    | 14 tháng 9 năm 1998  | Socorro                            | LINEAR                                           |
| 14587 -               | 1998 RW70    | 14 tháng 9 năm 1998  | Socorro                            | LINEAR                                           |
| 14588 Pharrams        | 1998 RH73    | 14 tháng 9 năm 1998  | Socorro                            | LINEAR                                           |
| 14589 Stevenbyrnes    | 1998 RW79    | 14 tháng 9 năm 1998  | Socorro                            | LINEAR                                           |
| 14590 -               | 1998 RL80    | 14 tháng 9 năm 1998  | Socorro                            | LINEAR                                           |
| 14591 -               | 1998 SZ21    | 23 tháng 9 năm 1998  | Đài thiên văn Zvjezdarnica Višnjan | Đài thiên văn Zvjezdarnica Višnjan               |
| 14592 -               | 1998 SV22    | 20 tháng 9 năm 1998  | Woomera                            | F. B. Zoltowski                                  |
| 14593 Everett         | 1998 SA26    | 22 tháng 9 năm 1998  | Anderson Mesa                      | LONEOS                                           |
| 14594 Jindrašilhán    | 1998 SS26    | 24 tháng 9 năm 1998  | Ondřejov                           | P. Pravec                                        |
| 14595 Peaker          | 1998 SW32    | 23 tháng 9 năm 1998  | Kitt Peak                          | Spacewatch                                       |
| 14596 Bergstralh      | 1998 SC55    | 16 tháng 9 năm 1998  | Anderson Mesa                      | LONEOS                                           |
| 14597 Waynerichie     | 1998 SV57    | 17 tháng 9 năm 1998  | Anderson Mesa                      | LONEOS                                           |
| 14598 Larrysmith      | 1998 SU60    | 17 tháng 9 năm 1998  | Anderson Mesa                      | LONEOS                                           |
| 14599 -               | 1998 SV64    | 20 tháng 9 năm 1998  | La Silla                           | E. W. Elst                                       |
| 14600 -               | 1998 SG73    | 21 tháng 9 năm 1998  | La Silla                           | E. W. Elst                                       |